# Walckenaeria picetorum
Walckenaeria picetorum là một loài nhện trong họ Linyphiidae.
Loài này thuộc chi Walckenaeria. Walckenaeria picetorum được miêu tả năm 1976 bởi Palmgren.